# Javier Solana
Francisco Javier Solana de Madariaga (Madrid, 14 juli 1942) is een Spaans politicus die enkele hoge internationale functies heeft bekleed.
Solana begon zijn carrière als natuurkundige. Hij was dertien jaar lang minister in Spanje, en actief binnen de Spaanse cel van de Club van Rome. In 1995 werd hij secretaris-generaal van de NAVO. Van 1999 tot eind 2009 was hij hoge vertegenwoordiger voor het Gemeenschappelijke Buitenlandse- en Veiligheidsbeleid en secretaris-generaal van de Raad van de Europese Unie. In die hoedanigheid fungeerde hij tevens als voorzitter van de raad van bestuur van het Europees Defensieagentschap. Daarnaast was hij van 1999 tot 2009 secretaris-generaal van de West-Europese Unie (WEU).

## Levensloop
Solana is doctor in de natuurkunde en was enkele jaren hoogleraar vastestoffysica aan de Complutense-universiteit van Madrid.
Sinds 1977 was Solana parlementslid in Spanje voor de socialistische partij. Van 1982 tot 1995 was Solana minister voor Cultuur (1982-1988), Onderwijs en Wetenschappen (1988-1992) en Buitenlandse Zaken (1992-1995).
Van december 1995 tot 1999 was Solana secretaris-generaal van de NAVO. Hij werd opgevolgd door de Schot George Robertson.
Op 18 oktober 1999 werd Solana secretaris-generaal van de Raad van de Europese Unie en hoge vertegenwoordiger voor het Gemeenschappelijk Buitenlands en Veiligheidsbeleid. Met het Verdrag van Lissabon, dat op 1 december 2009 in werking trad, werd deze functie versterkt. Eind 2009 werd Solana in deze 'gepimpte' functie opgevolgd door de voormalige Eurocommissaris Catherine Ashton.
Op 17 mei 2007 kreeg Solana in Aken de Internationale Karelsprijs uitgereikt voor zijn verdiensten binnen Europa. De huldiging werd enigszins ontsierd door een groep demonstranten die voor het raadhuis van Aken schreeuwden dat de prijs, door de benoeming van Solana, een belediging is voor de stad Aken.
Javier Solana is getrouwd met Concepción Giménez en heeft twee kinderen.
Ismay · 
Spaak · 
Stikker · 
Brosio · 
Luns · 
Carington · 
Wörner · 
Claes · 
Solana · 
Robertson · 
De Hoop Scheffer · 
Rasmussen ·  
Stoltenberg ·  
Rutte
- Bibsys: 1083674
- Biblioteca Nacional de España: XX833278
- Bibliothèque nationale de France: cb15066237f (data)
- Catàleg d'autoritats de noms i títols de Catalunya: 981058517294706706
- Gemeinsame Normdatei: 128676582
- International Standard Name Identifier: 0000 0001 2124 9161
- Library of Congress Control Number: no2005088047
- Nationale Bibliotheek van Letland: 000240825
- Bibliotheek van het Japanse parlement: 001141523
- Nationale Bibliotheek van Tsjechië: osd20231180322
- Nationale Bibliotheek van Israël: 987007389341305171
- Nationale Bibliotheek van Polen: a0000001188311
- Nederlandse Thesaurus van Auteursnamen: 181741784
- Parlement.com: vggj1ffxzqjx
- SNAC: w6vb5rbh
- Système universitaire de documentation: 074149091
- Virtual International Authority File: 25662193
- WorldCat: E39PBJg4r9KqmV7gcm8Qdgjpyd